# Limosina magna
Limosina magna är en tvåvingeart som beskrevs av Enrico Adelelmo Brunetti 1913. Limosina magna ingår i släktet Limosina och familjen hoppflugor. Inga underarter finns listade i Catalogue of Life.